# Louise Féronová
Louise Féronová je francouzská zpěvačka. Své první eponymní album vydala v roce 1991 a jeho procucentem byl John Cale, který zde rovněž hraje v několika písních na klávesy a je autorem hudby k písni „La Morte Amoureuse“. Druhé album Singulière & plurielle vyšlo roku 1997 a třetí a zatím poslední nazvané Le passé revenant v roce 2010.